# Austrographa
Austrographa is een geslacht van schimmels in de familie Roccellaceae.

## Soorten
Volgens Index Fungorum bevat het geslacht drie soorten (peildatum april 2023):
| Soortnaam                     | Auteur(s)                    | Publicatiejaar |
| ----------------------------- | ---------------------------- | -------------- |
| Austrographa kurriminensis    | Sparrius, Elix & A.W. Archer | 2013           |
| Austrographa pseudopallidella | Sparrius, Elix & A.W. Archer | 2013           |
| Austrographa skyrinica        | Sparrius, Elix & A.W. Archer | 2013           |